# Fatmata Binta
Fatmata Binta (* 20. Jahrhundert, Freetown) ist eine sierra-leonische Köchin. Sie ist für ihre moderne Nomadenküche bekannt und gilt als „bekannteste Köchin Afrikas“.

## Leben
Binta wurde als Tochter sierra-leonischer Fulanis guineischer Abstammung geboren. Schon früh lernte sie in der Küche ihrer Mutter und Großmutter die traditionellen kulinarischen Bräuche der Fulani kennen. Während ihrer Kindheit verbrachte sie viel Zeit im Dorf bei ihrer Großmutter, wo sie die Bedeutung von Gemeinschaft und traditioneller Lebensmittelverarbeitung schätzen lernte. Diese Erfahrungen prägten ihre spätere berufliche Laufbahn und ihre Leidenschaft für das Kochen. Ursprünglich studierte Binta „Internationale Beziehungen“, entdeckte jedoch während eines Aufenthalts in Spanien ihre wahre Leidenschaft für das Kochen und begann mit der Weiterentwicklung ihre Fähigkeiten durch das Studium an einer Kochschule. Heute ist sie in Ghanas Hauptstadt Accra ansässig, wo sie ihr Pop-up-Restaurant „Dine on a Mat“ betreibt und sich aktiv für die Stärkung von Frauen in ländlichen Gemeinschaften einsetzt.

## Wirken
Binta hat sich international als moderne Nomadenköchin einen Namen gemacht, die sich auf die Küche und Kultur der Fulani spezialisiert hat. Ihr Konzept „Dine on a Mat“ brachte die traditionelle Fulani-Küche, die sich durch pflanzliche Zutaten und alte Getreidesorten wie Foniohirse und Hirse auszeichnet, auf die globale Bühne. Binta wurde im Jahr 2022 als erste afrikanische Köchin mit dem renommierten Basque Culinary World Prize ausgezeichnet und fungiert seit 2023 als Botschafterin für verantwortungsvollen Tourismus bei der UNWTO. Ihre Küche vereint traditionelle Gerichte mit modernen Techniken, wobei sie großen Wert auf Nachhaltigkeit, lokale Zutaten und die Vermittlung der Fulani-Kultur legt. Mit ihrer Fulani Kitchen Foundation setzt sie sich für die Ernährungssicherheit und die Steigerung der Produktivität von Frauen in ländlichen Gemeinschaften ein.